# شهرستان گرنت (داکوتای جنوبی)
شهرستان گرنت، داکوتای جنوبی (به انگلیسی: Grant County, South Dakota) یک سکونتگاه مسکونی در ایالات متحده آمریکا است که در داکوتای جنوبی واقع شده‌است.

## خصوصیات
شهرستان گرنت ۱٬۷۸۲ کیلومترمربع مساحت دارد.